# Banloc, Timiș
Banloc maghiară Bánlak, germană Banlok este satul de reședință al comunei cu același nume din județul Timiș, Banat, România.

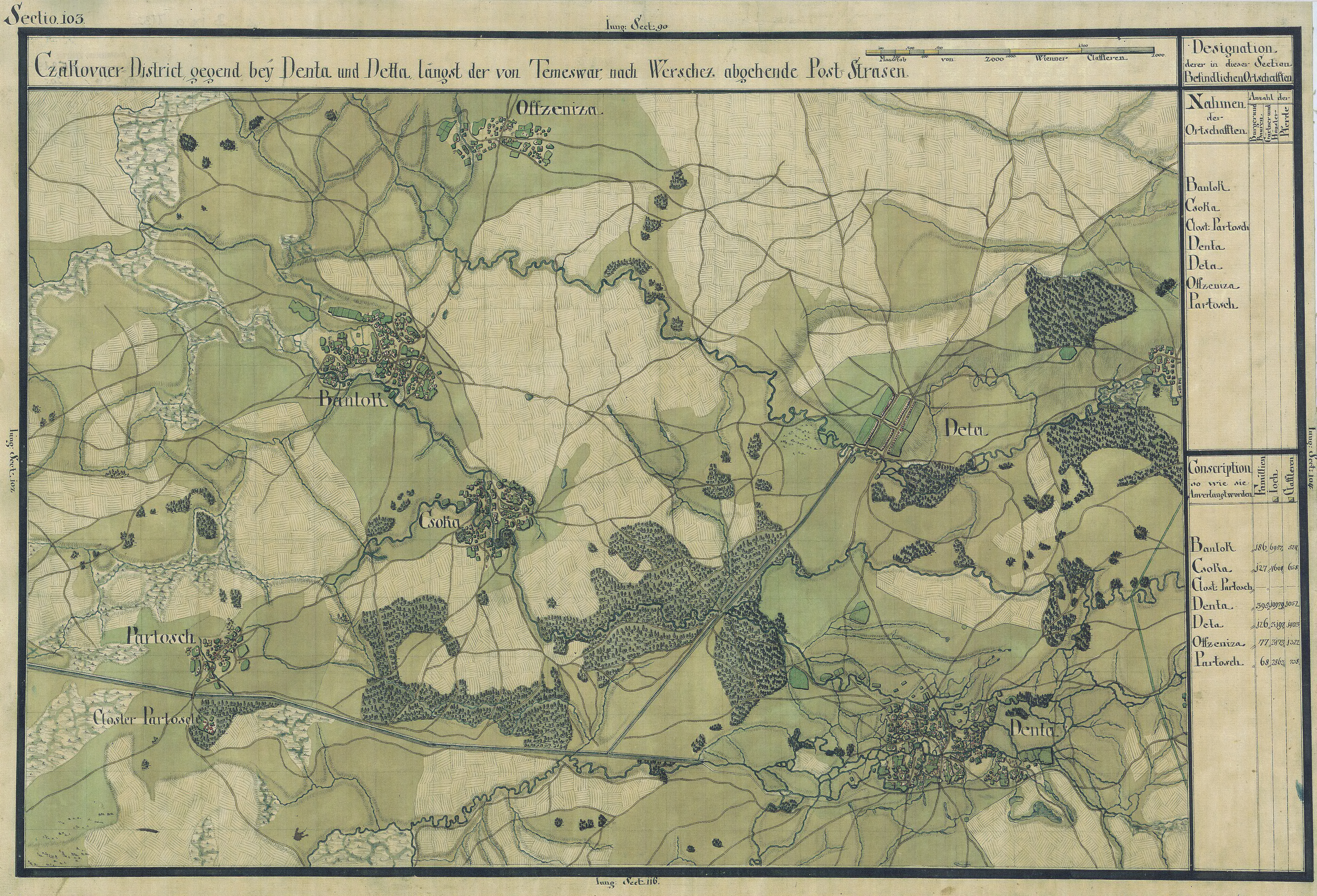
Banloc în Harta Iosefină a Banatului, 1769-72